# Borschbach
Der Borschbach ist ein knapp zwei Kilometer langer, westsüdwestlicher und rechter Zufluss der Ruhr im Essener Stadtteil Rellinghausen. 

## Geographie

### Verlauf
Der Borschbach entspringt westlich der Ruhr nahe der Forsthausstraße auf einer Höhe von etwa 112 m ü. NHN.
Er fließt zunächst südlich und parallel zur Straße Kuckucksrain in nordöstlicher Richtung durch den Wald ab. Er ist ab der Sartoriusstraße verrohrt, unterquert diese und die Bundesstraße 227 (Wuppertaler Straße) und mündet schließlich auf einer Höhe von ungefähr 40,5 m ü. NHN von rechts in die Ruhr. 
Der etwa 1,67 km lange Lauf des Borschbachs endet ungefähr 72 Höhenmeter unterhalb seiner Quelle, er hat somit ein mittleres Sohlgefälle von circa 42 ‰.

### Einzugsgebiet
Das 1,209 km² große Einzugsgebiet des Borschbachs wird durch ihn über die Ruhr und den Rhein zur Nordsee entwässert.
Es grenzt 
- im Norden an das des Rellinghauser Mühlenbachs, der in die Ruhr mündet
- im Süden an das des Schellenberger Bachs, ebenfalls ein Zufluss der Ruhr
- und ansonsten an das der Ruhr direkt.

## Natur und Umwelt
Im Bereich der Schellenbergstraße kommt es zu Krötenwanderungen.